# Cercestis
Cercestis est un genre de plantes appartenant à la famille des Aracées (Araceae). 
Genre
Synonymes
- Alocasiophyllum Engl.[2]
- Rhektophyllum N.E. Br.[2]

## Liste d'espèces
Selon BioLib (24 juillet 2017) :
- Cercestis afzelii Schott
- Cercestis camerunensis (Ntépé-Nyamè) Bogner
- Cercestis congoensis Engl.
- Cercestis dinklagei Engl.
- Cercestis hepperi Jongkind
- Cercestis ivorensis A. Chev.
- Cercestis kamerunianus (Engl.) N.E. Br.
- Cercestis mirabilis (N.E. Br.) Bogner
- Cercestis sagittatus Engl.
- Cercestis taiensis Bogner & Knecht

Selon Catalogue of Life (24 juillet 2017) :
- Cercestis afzelii Schott
- Cercestis camerunensis (Ntépé-Nyamè) Bogner
- Cercestis congoensis Engl.
- Cercestis dinklagei Engl.
- Cercestis hepperi Jongkind
- Cercestis ivorensis A.Chev.
- Cercestis kamerunianus (Engl.) N.E.Br.
- Cercestis mirabilis (N.E.Br.) Bogner
- Cercestis sagittatus Engl.
- Cercestis taiensis Bogner & Knecht

Selon GRIN (24 juillet 2017) :
- Cercestis congensis Engl.
- Cercestis mirabilis (N. E. Br.) Bogner

Selon World Checklist of Selected Plant Families (WCSP) (24 juillet 2017) :
- Cercestis afzelii Schott (1857)
- Cercestis camerunensis (Ntépé-Nyamè) Bogner (1985 publ. 1986)
- Cercestis congoensis Engl. (1892)
- Cercestis dinklagei Engl. (1899)
- Cercestis hepperi Jongkind (2010)
- Cercestis ivorensis A.Chev. (1909)
- Cercestis kamerunianus (Engl.) N.E.Br. (1901)
- Cercestis mirabilis (N.E.Br.) Bogner (1985 publ. 1986)
- Cercestis sagittatus Engl. (1911)
- Cercestis taiensis Bogner & Knecht, Bull. Mus. Natl. Hist. Nat., B (1994 publ. 1995)

Selon NCBI (24 juillet 2017) :
- Cercestis afzelii
- Cercestis camerunensis
- Cercestis kamerunianus
- Cercestis stigmaticus

Selon The Plant List (24 juillet 2017) :
- Cercestis afzelii Schott
- Cercestis camerunensis (Ntépé-Nyamè) Bogner
- Cercestis congoensis Engl.
- Cercestis dinklagei Engl.
- Cercestis hepperi Jongkind
- Cercestis ivorensis A.Chev.
- Cercestis kamerunianus (Engl.) N.E.Br.
- Cercestis mirabilis (N.E.Br.) Bogner
- Cercestis sagittatus Engl.
- Cercestis taiensis Bogner & Knecht

Selon Tropicos (24 juillet 2017) (Attention liste brute contenant possiblement des synonymes) :
- Cercestis afzelii Schott
- Cercestis camerunensis (Ntepe-Nyame) Bogner
- Cercestis congensis Engl.
- Cercestis dinklagei Engl.
- Cercestis elliotii Engl.
- Cercestis gabunensis Engl.
- Cercestis ivorensis A. Chev.
- Cercestis kamerunianus (Engl.) N.E. Br.
- Cercestis lanceolatus Engl.
- Cercestis ledermannii Engl.
- Cercestis mirabilis (N.E. Br.) Bogner
- Cercestis sagittatus Engl.
- Cercestis stigmaticus N.E. Br.
- Cercestis taiensis Bogner & Knecht